# Tygodnik Solidarność
Tygodnik Solidarność – polski tygodnik polityczno-społeczno-gospodarczy o profilu prawicowym, jedno z pierwszych niezależnych czasopism wydawanych w okresie Polskiej Rzeczypospolitej Ludowej.
Pierwszy numer ukazał się 3 kwietnia 1981 w nakładzie 500 tys. egzemplarzy. Wydawany jest przez Niezależny Samorządny Związek Zawodowy „Solidarność” i dominuje w nim tematyka związkowa.

## Historia
W początkowym okresie działalności ukazało się 37 numerów „Tygodnika” oraz wkładka do niewydanego już bożonarodzeniowego numeru 38–39. W szczytowym okresie sprzedawał się wtedy w nakładzie 500 tys. egzemplarzy, na większy nakład nie godziły się ówczesne władze komunistyczne.
Pomiędzy 13 grudnia 1981 a 1 czerwca 1989 wydawanie pisma zostało zawieszone przez władze PRL. Tygodnik został reaktywowany 2 czerwca 1989 pod redakcją Tadeusza Mazowieckiego, w nakładzie 100 tysięcy.  Numer 1000 Tygodnika Solidarność ukazał się 23 listopada 2007 roku.

## Działalność
Na łamach tygodnika publikowali w przeszłości m.in.: Alain Besançon, Władimir Bukowski, Bogdan Czajkowski, Zbigniew Herbert, Andrzej Tadeusz Kijowski – także jako KAT, Waldemar Łysiak, Jerzy Robert Nowak pod pseudonimem Maron, Bernard Margueritte, Zdzisław Najder, Krzysztof Piesiewicz, Jan Pietrzak, Andrzej Urbański, Marcin Wolski, Marek Nowakowski, Kazimierz Orłoś, Agnieszka Kobylińska, Jadwiga Staniszkis.
Rokrocznie tygodnik przyznaje tytuł „Człowieka Roku”.

### Kierownictwo
Redaktorami naczelnymi tygodnika byli Tadeusz Mazowiecki, Jarosław Kaczyński, Andrzej Gelberg oraz Jerzy Kłosiński. Od sierpnia 2015 roku obowiązki redaktora naczelnego pełnił Krzysztof Świątek, który w lutym 2016 roku został przez Komisję Krajową Niezależnego Samorządnego Związku Zawodowego „Solidarność” powołany na tę funkcję.